# Pingasa cornivalva
Pingasa cornivalva là một loài bướm đêm trong họ Geometridae.